# Ochrotrichia cieneguilla
Ochrotrichia cieneguilla is een schietmot uit de familie Hydroptilidae. De soort komt voor in het Nearctisch gebied.